# Чемпионат Финляндии по футболу
Чемпионат Финляндии по футболу (Вейккауслига) (фин. Veikkausliiga) — высший дивизион в системе футбольных лиг Финляндии.
В соревновании участвуют 12 клубов. Чемпионат длится с апреля по октябрь и проходит в 3 круга (каждая команда проводит по 33 матча). После каждого сезона команда, занявшая 12 место переводится в Юккёнен, а её место занимает победитель этого первенства. Команда занявшая 11 место играет стыковые матчи с 2 командой Юккёнена, победившая команда участвует в Вейккауслиге на следующий сезон.
Официальным спонсором чемпионата является букмекерская компания Вейккаус, благодаря чему лига и получило своё название.
Действующий чемпион — КуПС.

## История
Турнир был основан в 1990 году (соглашение с организацией, которая взяла на себя проведение соревнований высшего дивизиона, было утверждено в 1989 году, первые два сезона, в 1990 и 1991 годах, турнир назывался Futisliiga), он пришёл на смену чемпионату Местарууссарья, который проходил в период с 1930 по 1989 год. До этого с 1908 по 1929 годы чемпион определялся в матчах за Кубок. В 1914 и 1943 годах чемпионат не проводился из-за Первой и Второй мировых войн соответственно. С 1992 года турнир называется «Вейккауслига».

## Клубы-участники

### Изменения по сравнению с предыдущим сезоном
После предыдущего сезона лига претерпела следующие изменения:
| Поз. | Выбыли в Юккёслиига |
| ---- | ------------------- |
| 12   | КТП                 |

| Поз. | Вышли в Вейккауслигу |
| ---- | -------------------- |
| 1    | ЕИФ                  |
| 2    | ИФ Гнистан           |

### Клубы и стадионы
| Клуб          | Город       | Стадион               | Вместимость | Главный тренер       |
| ------------- | ----------- | --------------------- | ----------- | -------------------- |
| Ильвес        | Тампере     | Таммела               | 8,000       | Йоонас Рантанен      |
| Интер (Турку) | Турку       | Веритас               | 9,372       | Веса Васара          |
| ЕИФ           | Таммисаари  | Экеняс Спарбанк Арена | 1,400       | Габри Гарсия Ксатарт |
| КуПС          | Куопио      | Савон Саномат Арена   | 5,000       | Яни Хонкаваара       |
| ФК Лахти      | Лахти       | Стадион Лахти         | 7,465       | Тони Линдберг        |
| Мариехамн     | Мариехамн   | Виклёф Холдинг Арена  | 4,000       | Бруну Ромау          |
| АС Оулу       | Оулу        | Раатин                | 4,392       | Рауно Оянен          |
| СИК           | Сейняйоки   | ОмаСП Стадион         | 5,817       | Тони Лехтинен        |
| Хака          | Валкеакоски | Техтаан кенття        | 3,516       | Энди Смит            |
| ХИК           | Хельсинки   | Болт Арена            | 10,770      | Осси Вирта           |
| ИФ Гнистан    | Хельсинки   | Мустапекка Арена      | 1,100       | Юсси Леппялахти      |
| ВПС           | Вааса       | Лемонсофт Стадион     | 6,009       | Юсси Нуорела         |

## Чемпионы Финляндии

### Достижения клубов
| Клуб            | Чемпион | Вице-чемпион                                                                      |
| --------------- | --- | --------------------------------------------------------------------------------- |
| ХИК             | 33 (1911, 1912, 1917, 1918, 1919, 1923, 1925, 1936, 1938, 1964, 1973, 1978, 1981, 1985, 1987, 1988, 1990, 1992, 1997, 2002, 2003, 2009, 2010, 2011, 2012, 2013, 2014, 2017, 2018, 2020, 2021, 2022, 2023) | 13 (1921, 1933, 1937, 1939, 1956, 1965, 1966, 1982, 1983, 1999, 2005, 2006, 2016) |
| Хака            | 9 (1960, 1962, 1965, 1977, 1995, 1998, 1999, 2000, 2004) | 7 (1955, 1957, 1963, 1976, 1980, 2003, 2007)                                      |
| ХПС             | 9 (1921, 1922, 1926, 1927, 1929, 1932, 1934, 1935, 1957) | 6 (1920, 1924, 1931, 1936, 1945, 1958)                                            |
| ТПС             | 8 (1928, 1939, 1941, 1949, 1968, 1971, 1972, 1975) | 12 (1923, 1925, 1926, 1930, 1938, 1940, 1944, 1948, 1960, 1984, 1986, 1989)       |
| КуПС            | 7 (1956, 1958, 1966, 1974, 1976, 2019, 2024) | 13 (1950, 1954, 1964, 1967, 1969, 1975, 1977, 1979, 2010, 2017, 2021, 2022, 2023) |
| ХИФК            | 7 (1930, 1931, 1933, 1937, 1947, 1959, 1961) | 7 (1909, 1912, 1928, 1929, 1934, 1935, 1971)                                      |
| Куусюси         | 5 (1982, 1984, 1986, 1989, 1991) | 4 (1987, 1988, 1990, 1992)                                                        |
| Киффен          | 4 (1913, 1915, 1916, 1955) | 1 (1961)                                                                          |
| АИФК            | 3 (1910, 1920, 1924) | 5 (1911, 1913, 1915, 1916, 1917)                                                  |
| Рейпас Лахти    | 3 (1963, 1967, 1970) | 3 (1962, 1968, 1974)                                                              |
| ВИФК            | 3 (1944, 1946, 1953) | 2 (1951, 1952)                                                                    |
| Тампере Юнайтед | 3 (2001, 2006, 2007) |                                                                                   |
| ВПС             | 2 (1945, 1948) | 5 (1932, 1941, 1949, 1997, 1998)                                                  |
| Джаз1           | 2 (1993, 1996) | 2 (1961, 1962)                                                                    |
| КТП2            | 2 (1951, 1952) |                                                                                   |
| ОПС             | 2 (1979, 1980) |                                                                                   |
| МюПа            | 1 (2005) | 5 (1993, 1994, 1995, 1996, 2002)                                                  |
| Интер Турку     | 1 (2008) | 4 (2011, 2012, 2019, 2020)                                                        |
| Ильвес          | 1 (1983) | 2 (1985, 2024)                                                                    |
| ПУС             | 1 (1909) | 1 (1908)                                                                          |
| Судет           | 1 (1940) | 1 (1942)                                                                          |
| КПВ             | 1 (1969) | 1 (1973)                                                                          |
| СИК             | 1 (2015) | 1 (2014)                                                                          |
| Унитас          | 1 (1908) |                                                                                   |
| Товерит         | 1 (1942) |                                                                                   |
| Ильвес-Киссат   | 1 (1950) |                                                                                   |
| Турун Пиркива   | 1 (1954) |                                                                                   |
| ТПВ             | 1 (1994) |                                                                                   |
| Мариехамн       | 1 (2016) |                                                                                   |

## Факты
- 1 ФК «Джаз» ранее был известен как ППТ (Porin Pallotoverit).
- 2 ФК «КоТеПе» был создан с целью продолжить футбольные традиции в городе Котка, бывшая команда называлась КТП, но обанкротилась. КТП, однако, сейчас продолжает играть в низших дивизионах, и её название, обычно, не рассматривают как наследие для «КоТеПе».
- В 1990-х годах одним из участников чемпионата Финляндии в одном из низших дивизионов была российская команда «Сортавала». В 1996 году «Сортавала» впервые провела домашний матч на территории России[3].